# Саного, Бубакар
Бубака́р Саного́ (англ. Boubacar Sanogo; 17 декабря 1982, Димбокро, Берег Слоновой Кости) — футболист, нападающий. В составе сборной Кот-д’Ивуара сыграл 21 матч, забил 8 голов.

## Карьера
Играть начал в высшей лиге чемпионата Кот-д’Ивуара.
В 1999 году заключил контракт с клубом «Эсперанс» из Туниса. Провёл в Тунисе три сезона. В составе команды выигрывал три раза чемпионат Туниса по футболу. В 2000 году играл в финале Лиги чемпионов КАФ.
В 2002 году перешёл в клуб «Аль-Айн» из ОАЭ. Играл за команду на протяжении 3-х лет.
Летом 2005 года переехал в Германию, заключив контракт с клубом «Кайзерслаутерн», игравшим тогда в первой Бундеслиге. Сразу же стал игроком основного состава. Сезон 2005/06 команда закончила на 16-м месте и выбыла во вторую Бундеслигу. Забив 10 голов в 24 матчах, обратил на себя внимание лучших немецких клубов.
Летом 2006 года заключил контракт с клубом «Гамбург». Провёл в клубе один сезон, забил 4 мяча в 31-й игре. В составе клуба играл в групповом турнире Лиги чемпионов 2006/07. Забивал лондонскому «Арсеналу» и московскому ЦСКА.
Летом 2007 года за 6 миллионов евро перешёл в клуб «Вердер». Контракт заключен на 4 года. На сайте клуба обещал, что если «Вердер» станет чемпионом — покрасит волосы в зелёный цвет. В составе клуба играл в групповом турнире Лиги чемпионов 2007/08. Забивал мадридскому «Реалу» (2 гола) и римскому «Лацио». Начало сезона 2008/09 сложилось для игрока неудачно. В 8 проведённых играх он забил всего один гол. Кроме того из-за вирусной инфекции он не играл за команду с 24 ноября 2008 года.
В январе 2009 года был отдан в аренду клубу «Хоффенхайм», который боролся за первое место в чемпионате. Срок аренды истек в июле 2009 года. В составе «Хоффенхайма» дебютировал 31 января 2009 года против «Энерги» — провёл на поле 88 минут, забил один гол. Встреча закончилась победой со счетом 2:0.
20 августа 2009 года за 4 миллиона евро перешёл в клуб Лиги 1 «Сент-Этьен». Первый матч провёл 22 августа против команды «Булонь».
7 июля 2012 года подписал контракт с немецким клубом «Энерги» (Котбус). Детали сделки не разглашаются.
За сборную Кот-д’Ивуара выступает с 2005 года. В присутствии таких форвардов как Дрогба и Калу в основном составе выходит редко. Участвовал в Кубке африканских наций 2008 года, на котором его команда заняла 4-е место.

## Достижения
- Двукратный чемпион ОАЭ 2003 и 2004 годов
- Обладатель Кубка ОАЭ 2005 года
- Обладатель Кубка футбольной ассоциации 2005 года
- Победитель Лиги чемпионов АФК 2003 года
- Обладатель Кубка Германии 2009 года
- Обладатель Суперкубка Германии 2009 года